# Émile Julien
Émile Pierre François Julien (Niš, Serbie, 9 juillet 1862 - 1947) est un officier et explorateur français.

## Biographie
Lieutenant, il commande en 1892 l'escorte militaire du duc d'Uzès qui prend fin en mai 1893 lors de la mort de celui-ci. Il rejoint alors la mission Decazes. Il explore ainsi de mai à octobre 1894 la vallée de la  Kotto, affluent de l'Oubangui et le Haut-Oubangui avec l'administrateur Henri Bobichon.
En 1898, avec le capitaine Édouard Roulet, il est chargé d'apporter du renfort à la mission Marchand en route pour Fachoda. Il arrive à Bangui en janvier 1899, alors que Roulet est dans le Bahr-el-Ghazal, les deux missions sont distinctes. Arrivé à Mobaye, l'échec de Fachoda est connu, avec le départ de la mission Marchand, mais il attend de recevoir l'ordre du ministère des Colonies pour détourner sa mission vers le Chari, pour participer à la lutte contre Rabah. Après la chute de ce dernier en 1900, il est résident de France auprès de Snoussou, sultan du Dar Kouti à Ndélé en 1901-1902.
Chef de poste à Laï sur le Logone (1901-1905), il participe aux opérations de délimitation des frontières entre le Tchad et le Cameroun allemand dans la région du lac Toubouri au Ouaddaï en 1908.
Il est membre à partir de 1910 à Abéché des opérations de pacification du Ouaddaï et revient en France en 1914 pour participer à la Première Guerre mondiale.
Il est fait chevalier de la Légion d'honneur le 13 avril 1901 puis officier le 10 juillet 1907.
En 1912, il est, au Tchad, adjoint au colonel Largeau.

## Travaux
- Du haut Oubangui vers le Chari par le bassin de la rivière Kotto, Bulletin de la Société de Géographie, 1897
- De Ouengo à Mobaye par la Mission Julien, Revue Coloniale, 1900, p. 1041-1060
- De Ouango à Mobaye par les pays Nsakara et Bougbou, La Géographie, 1901, p. 109-114
- De Ouengo à Mobaye par la Mission Julien, La Géographie, III, 1901, p. 109-114
- Mohamed-es-Snoussi et ses états, Bulletin de la Société des Recherches congolaises, 1925, 1928, 1929
- Vers le Tchad (1892-1902), les carnets du capitaine Julien, Résident du Dar Kouti, Mémoires d’Hommes 2001